# Bez-et-Esparon
Bez-et-Esparon – miejscowość i gmina we Francji, w regionie Oksytania, w departamencie Gard.
Według danych na rok 1990 gminę zamieszkiwały 314 osoby, a gęstość zaludnienia wynosiła 38 osób/km² (wśród 1545 gmin Langwedocji-Roussillon Bez-et-Esparon plasuje się na 617. miejscu pod względem liczby ludności, natomiast pod względem powierzchni na miejscu 841.).